# Anochetus talpa
Anochetus talpa é uma espécie de formiga do gênero Anochetus, pertencente à subfamília Ponerinae.